# 강경상업고등학교
강경상업고등학교(江景商業高等學校)는 대한민국 충청남도 논산시 강경읍 남교리에 있는 공립 고등학교이다.

## 학교 연혁
- 1920년 3월 29일 : 강경면영간이농업학교를 강경공립상업학교로 인가
- 1920년 5월 25일 : 강경공립보통학교 교사 일부를 차용하여 개교
- 1921년 4월 29일 : 공립 을종상업학교로 승격(3년제)
- 1923년 12월 5일 : 남교동 신축교사(현 본관)로 이전
- 1925년 3월 31일 : 갑종 상업학교로 승격(5년제)
- 1944년 3월 29일 : 공업학교로 개편(토목, 건축 2과)
- 1946년 2월 28일 : 상업중학교로 복구(6년제)
- 1950년 6월 20일 : 학제 변경 2개교로 분리(4년제 상업중, 3년제 상고) 인가
- 1951년 12월 8일 : 중고교 학제 변경으로 강경중학교가 낭청 분교로 이전
- 1985년 3월 1일 : 남여공학
- 1986년 11월 30일 : 본관교사 신축완공
- 1999년 3월 1일 : 강경상업정보고등학교로 교명 변경
- 2006년 7월 20일 : 학칙변경 특성화고 지정 및 학과 개편. 학년당 금융정보과 2학급, 전산회계정보과 2학급, 네트워크마케팅과 2학급 총 18학급 인가
- 2009년 4월 24일 : 인조잔디 운동장 개장식
- 2011년 3월 1일 : 강상고등학교로 교명 변경
- 2015년 3월 1일 : 학칙변경 강경상업고등학교로 교명 변경
- 2018년 7월 4일 : 학과개편 금융정보과 2학급, 전산회계정보과 1학급, 부사관경영과 2학급
- 2019년 6월 28일 : 학과개편 경찰사무행정과 1학급, 금융정보과 1학급, 전산회계정보과 1학급, 부사관경영과 2학급
- 2023년 9월 1일 : 제39대 이광희 교장 취임
- 2025년 1월 13일 : 제101회 졸업식(70명-총 졸업생수 23,920명)
- 2025년 3월 4일 : 제 105회 입학식(92명-남 40명 여 52명)

## 설치 학과
- 경찰사무행정과
- 국방경영과
- 금융정보과/전산회계정보과

## 참고 자료
- 강경상업고등학교 - 한국교육학술정보원 학교알리미